# エリドゥ
エリドゥ （シュメール語: 𒉣𒆠 翻字: eriduki、Eridu、「遠くに建てられた家」の意）は古代メソポタミアの都市、又はその都市を拠点とした国家。ウルから南東方向に約10キロメートルの距離にある。シュメールおよび南部メソポタミアの都市国家郡の南端に位置し、数多くの寺院がある。
シュメール王名表では人類最初の王権が成立した都市とされている。1,000年以上にわたる神殿の拡張工事の跡が考古学的に発見されていることでも有名である。

## 遺跡と歴史

### エリドゥ期
シュメール神話によると、大洪水が起こる以前に5つの都市が建設された。エリドゥはBC4,900年頃建設されたとみられ、これら都市の中でも最古のものである。実際にエリドゥは大きな力を持った都市であったと考えられるが、その時代は歴史資料が多く得られる時代より遥か過去のことであり、具体的な政治史は殆ど何も分からない。シュメール初期王朝時代以降も宗教的に重要な都市ではあったが、エリドゥに拠点を置く国家が大勢力となることはなかった。ウル第三王朝時代には巨大なジッグラトが建設されている。

### 遺跡
現代のイラク南部のテル・アブ・シャハライン（Tell Abu Shahrain）遺跡がエリドゥに同定されている。建設当時は、ユーフラテス河の河口近くのペルシア湾近くに位置していた。海退と1,000年以上にわたるシルトの堆積により、エリドゥの遺跡は現在のペルシア湾岸から離れたところにある。
イラクのバスラ近郊のテル・アブ・シャハライン遺跡は、まず1855年にJ.E.テイラー（J.E.Taylor）によって、続いて1917年にR.キャンベル・トンプソン(R. Campbell Thompson)、1919年にH.R.ホール（H.R. Hall）によって発掘された。

発掘は1946年から1949年にかけて、イラク古代遺産総局（Iraqi Directorate General of Antiquites and Heritage）のファド・サファール（Fuad Safar）とセートン・ロイド（Seton Lloyd）によって再開された。

以来、都市神エンキ（ヌディンムドゥ）を祀るための神殿跡が少なくても1000年にわたり連続して発見されており、ウバイド文化と シュメール文化の連続性を示す証拠としてよく挙げられる。

### 成立期のエリドゥ
グウェンドリン・レイク（Gwendolyn Leick）によれば、エリドゥ市は、もともとは3つの異なる生活様式をもった集団が相互に交流し、合流することによって形成されていったという。
それら集団の第一のものは、農村集落であり、起源は最も古い。これらの集落は北方からきたサーマッラー文化に由来する灌漑農業が基盤になっていると考えられる。彼らは運河を建設し、日干し煉瓦による建築を行った。
第二のものは、ペルシア湾沿岸の漁労・狩猟文化の集団である。これら集団の存在は、海岸沿いに貝塚が広く分布していることに裏付けられている。彼らは葦の小屋に居住していたとみられる。
第三のものは、羊・山羊を放牧していた遊牧民の一群であり、エリドゥの建設に貢献した。彼らは半砂漠地域にテントを張って居住していた。
これら3つの集団は、エリドゥ市建設の最初期において、相互に交流関係が見られた。
また、市の郊外においては、導水設備を伴った小さな窪地の中に日干し煉瓦で建設された大寺院を中心に、上記三者とは別に宗教的な集団が拠点を持っていた。

### エリドゥの衰退
ケイト・フィールデン（Kate Fielden）は、次のように報告している。
「エリドゥは、紀元前5000年ごろ最初期の村落が形成され、紀元前2900年までには、広さ8～10ヘクタール(20～25エーカー)の都市に成長した。その頃の都市の建物は、壁がレンガ造りで屋根は萱葺きとなっていた。
そして、紀元前2050年までには、都市は衰退した（外部から侵略された形跡がないため、「衰退」と考えられえる。）。

今日、ウル第三王朝の王アマル・シンが建設したジッグラトの下には、レンガ造りの寺院が18にも重なっていることが確認されており、今後さらに発掘が進む可能性もある。
エリドゥの考古学調査は1940年代に行われた。ユダヤ系ドイツ人の歴史家マックス・フォン・オッペンハイム（Max von Oppenheim）によれば、一連の調査から、「メソポタミア南部のシュメールの都市国家群が結果として停滞に陥ったことにより、政治的主導権を北部のアッカドの都市国家群に支配権を明け渡した」ことが明らかになった。これらの南部の都市は紀元前2047年から2039頃に放棄されたが、居住と宗教儀式の痕跡によって、エリドゥの地においてシュメール文明が固有の起源を持つことが示されている。
遺跡はイラクの考古学局(Iraq Antiquities Department)によって発掘され、その時期は、主として1946年から1949年の間であった。」

## 神話・歴史上の記述

### シュメール王名表
シュメール王名表では、伝説的な大洪水の前に王権を持った5つの都市のうちの一つ、そしてその最初の都市としてエリドゥが挙げられている。シュメール王名表には次のような記述がある。
エリドゥにおいてアルリムが王となった。彼は28,800年間統治した。アラルンガルが36,000年間統治した。2人の王であわせて64,800年間統治した。そしてエリドゥは陥落し王権は潰え、バッド・ティビラへ移された。
大洪水以前の王については、王名表は特に長い統治期間が記されており、メソポタミア南部から北部への権力の移動が緩やかに進んだかを示そうとしていることが窺える。アダパ、オアンネス、また別の場所では「第一の人間」と呼ばれている半神半人の英雄があり、エリドゥにおいては「アブガルル」（Abgallu：Abは「水」、galは「偉大な」、Luは「人」の意。）と呼ばれていた。
彼はディルムン（バーレーン近辺とする説もある）より文明をもたらし、アルリムに仕えたと考えられている。

### シュメール神話
シュメールの神話によると、エリドゥは神エンキ（後のアッカド神話における神エアに相当）により建設されたという。また、シュメール王名表では人類最初の王権が成立した都市とされている。シュメール王名表の冒頭は、以下の言葉で始まる。

"[nam]-lugal an-ta èd-dè-a-ba
[eri]duki nam-lugal-la"
「天から王権が下されたとき、
　王権はエリドゥにあった。」
初期のエリドゥにおいて、エンキの寺院は、アプスーと呼ばれる淡水の水辺に位置していた。エアプス(「深きものの家」の意。エンキが水を司る神であることに関係する。)、またはエエングラ（「水の高僧の家の山」の意）と呼ばれていた。エンキの配偶神は、ニンキ、ニンフルサグ、ダムガルヌンナ、ウリアシュ（Uriash）、ダムキナなどと呼ばれる女神であった。その寺院は、エンキの寺院の近くに位置しており、エサギラ(「聖なる貴婦人の家」の意)と呼ばれていた。

### バベルとの関連性に関する説
デイヴィッド・ロール（David Rohl）周辺の学派などは、次のような点から、ウルの南に位置するエリドゥは、旧約聖書に登場するバベル(バビロン)およびバベルの塔のオリジナルであると推測している。
1. エリドゥのジッグラトの遺跡が他の都市のものと比べて遥かに大きく、年代も古く、かつ、聖書における未完成のバベルの塔の描写に適合している点。
2. エリドゥの名を表す円筒印章の表語文字の一つに、シュメール語で「ヌン・キ」（NUN.KI：「強力な場所」の意）と発音するものがあるが、その「ヌン・キ」は後世ではバビロンを表すものとして理解されていた点。
3. 後代のベロッソスによるギリシャ語の王名表の古い版においては、「王権が天から下された」最古の町の名前として、「エリドゥ」の代わりに「バビロン」の名が記されている点。
4. 聖書のニムロドが、王名表・その他の伝説に登場するエンメルカル（Enmerkar:karは「狩人」を意味する)の名において、エレク(ウルク)およびバベル(バビロン）を建設し、なおかつ首都エレクおよびエリドゥに寺院を建設したと、ロール他によってみなされている点。

### エリドゥの伝承を学んだ呪術師の存在
メソポタミア北部にあたるアッシリアの宮廷においては、エリドゥの古代伝承に学んだとされる医術師の集団があり、患者の体から病の道筋を読み取り、呪術・魔術を用いて治療を行っていたという。

## その他の主なシュメール都市国家
- ウル(Ur)
- ウルク(Uruk)
- ウンマ (Umma)
- キシュ(Kish)
- シッパル(Sippar)
- シュルッパク（Shuruppak)
- ニップル(Nippur)
- ラガシュ(Lagash)
- ラルサ（Larsa)